# Daniel von Tübingen
Daniel von Tübingen (* vor 1500; † nach 1506) war ein schwäbischer Baumeister.
Daniel von Tübingen wurde im Herbst 1506 zusammen mit Meister Marx von Stuttgart und Meister Jakob (Scheib) von Schorndorf im Köngener Kirchenbauprozess am Esslinger Gericht urkundlich erwähnt, obwohl er bei der Gerichtsverhandlung nicht zum Verhör erschienen ist.